# می جمیسون
می کارول جمیسون (به انگلیسی: Mae Carol Jemison) فضانورد اهل ایالات متحده آمریکا است که در ۱۷ اکتبر ۱۹۵۶ میلادی در دیکیتر، آلاباما زاده شد. وی در مأموریت فضایی اس‌تی‌اس-۴۷ حضور داشته‌است. جمیسون اولین زن سیاه‌پوستی بود که به فضا سفر کرد.

## زندگی‌نامه
می جمیسون در آلاباما متولد شده و در شیکاگو رشد کرد. مدرک مهندسی شیمی را از دانشگاه استنفورد دریافت کرد. سپس در دانشگاه کرنل به تحصیل در رشته پزشکی پرداخت. او به‌عنوان یک پزشک عمومی در لس آنجلس و به عنوان یک افسر پزشکی برای سپاه صلح در سیرالئون و لیبریا کار کرد.
بعد از اتمام خدمت در سپاه صلح، جمیسون در لس آنجلس، کالیفرنیا مستقر شد. در لس آنجلس دوره‌های مهندسی سطح کارشناسی ارشد را گذراند.
پروازهای فضایی سالی سوار و گویون بلوفورد در سال ۱۹۸۳ الهام بخش جمیسون برای فضانوردی شد. جمیسون برای اولین بار در اکتبر ۱۹۸۵ برای برنامه آموزش فضانوردان اقدام کرد، اما ناسا انتخاب نامزدهای جدید را پس از فاجعه شاتل فضایی در سال ۱۹۸۶ به تعویق انداخت.
جمیسون در سال ۱۹۸۷ دوباره جهت پیوستن به ناسا اقدام نمود و از بین ۲٬۰۰۰ متقاضی، برای اولین گروه پانزده نفره فضانوردان پس از انفجار چلنجر، انتخاب گردید.
در سال ۱۹۸۷ آسوشیتدپرس وی را به عنوان «اولین زن فضانورد سیاه‌پوست» معرفی نمود.